# 新河岸水再生センター
新河岸水再生センター（しんがしみずさいせいセンター）は、東京都板橋区にある、東京都下水道局の下水処理施設である。

## 概要
新河岸処理区のうち板橋区・練馬区・杉並区の大部分、豊島区・新宿区・北区・中野区の一部エリアの下水を処理する。
残りの新河岸処理区の下水は浮間水再生センターが処理している。上部は新河岸陸上競技場が整備されている。

## 沿革
- 1974年（昭和49年）9月 - 運転開始。

## 所在地
- 東京都板橋区新河岸3丁目1−1